# Kanton Marchenoir
Der Kanton Marchenoir war bis 2015 ein französischer Wahlkreis im Arrondissement Blois, im Département Loir-et-Cher und in der Region Centre-Val de Loire; sein Hauptort war Marchenoir.
Der Kanton Marchenoir war 267,42 km² groß und hatte 6358 Einwohner (Stand: 2012).

## Gemeinden
Der Kanton umfasste die Wahlberechtigten aus 18 Gemeinden:
| Gemeinde                 | Einwohner Jahr | Fläche km² | Bevölkerungsdichte | Code INSEE | Postleitzahl |
| ------------------------ | -------------- | ---------- | ------------------ | ---------- | ------------ |
| Autainville              | 428 (2013)     | –          | – Einw./km²        | 41006      | 41240        |
| Beauvilliers             | 61 (2013)      | –          | – Einw./km²        | 41015      | 41290        |
| Boisseau                 | 105 (2013)     | –          | – Einw./km²        | 41019      | 41290        |
| Briou                    | 142 (2013)     | –          | – Einw./km²        | 41027      | 41370        |
| Conan                    | 207 (2013)     | –          | – Einw./km²        | 41057      | 41290        |
| Concriers                | 161 (2013)     | –          | – Einw./km²        | 41058      | 41370        |
| Josnes                   | 894 (2013)     | –          | – Einw./km²        | 41105      | 41370        |
| Lorges                   | 377 (2013)     | –          | – Einw./km²        | 41119      | 41370        |
| La Madeleine-Villefrouin | 30 (2013)      | –          | – Einw./km²        | 41121      | 41370        |
| Marchenoir               | 652 (2013)     | –          | – Einw./km²        | 41123      | 41370        |
| Oucques                  | 1513 (2013)    | –          | – Einw./km²        | 41171      | 41290        |
| Le Plessis-l’Échelle     | 75 (2013)      | –          | – Einw./km²        | 41178      | 41370        |
| Roches                   | 71 (2013)      | –          | – Einw./km²        | 41191      | 41370        |
| Saint-Laurent-des-Bois   | 298 (2013)     | –          | – Einw./km²        | 41219      | 41240        |
| Saint-Léonard-en-Beauce  | 642 (2013)     | –          | – Einw./km²        | 41221      | 41370        |
| Séris                    | 378 (2013)     | –          | – Einw./km²        | 41245      | 41500        |
| Talcy                    | 259 (2013)     | –          | – Einw./km²        | 41253      | 41370        |
| Villeneuve-Frouville     | 62 (2013)      | –          | – Einw./km²        | 41284      | 41290        |